# Sport Club Aymorés
O Sport Club Aymorés é um clube brasileiro de futebol, sediado na cidade de Ubá, no estado de Minas Gerais. O clube foi fundado em 17 de maio de 1926 com as cores azul e branca em sua camisa. O primeiro nome cogitado para a nova agremiação foi o de "Santa Cruz", pelo provável motivo de que sua sede localizava-se no bairro homônimo. Entretanto, por influência de um argentino, recebeu a atual denominação.

## História
Fundado em 17 de maio de 1926 por um grupo de notáveis em Ubá, o clube surgiu com a vocação da eternidade. Santa Cruz era a escolha óbvia pro nome, porque o campo, naquele momento, ficava no bairro homônimo. No entretanto, um argentino radicado em Ubá, Luiz Feinstein, não escondia seu descontentamento com a escolha.
Em uma roda de amigos, entre outros assuntos Luiz Feinstein rodava na mão uma caixa de fósforos, de nome Aymorés e aí surgiu a ideia: "Aymorés! Isto é que é nome de clube. Nome de índio, guerreiro, de gente que luta."
Em 4 de julho de 1926, o Aymorés fazia seu primeiro jogo contra uma equipe da cidade de Visconde do Rio Branco. Com direito a cortejo da tradicional Banda 22 de Maio e virada no placar, o clube envergando camisas brancas com horizontal faixa azul venceu o Baptista de Almeida por 2–1. Estava selada a primeira de muitas vitórias do Sport Club Aymorés.
O Aymorés já participou de importantes competições, conquistou dez vezes o campeonato da Zona da Mata, sete vezes o campeonato regional e foi durante muitas vezes campeão municipal. A última grande conquista do clube foi em 1996, no campeonato regional de futebol da categoria principal. Jogando em casa, em seu estádio, o Afonso de Carvalho, depois de empatar no tempo normal por 2–2 diante de seu maior rival, o Esporte Clube Itararé, de Tocantins, o Aymorés venceu nos pênaltis por 5–4.

## Profissionalismo
O Aymorés participou do Campeonato da Segunda Divisão profissional da Federação Mineira de Futebol entre os anos de 1985 e 1991, mas não conseguiu o acesso à elite do futebol mineiro. Após uma pausa de dois anos, o clube retornou em 1994 para disputar novamente a Segunda Divisão Mineira, que, naquele momento, correspondia ao terceiro escalão do futebol estadual, assim como atualmente.
Em 2020, o Aymorés foi confirmado na disputa do Campeonato Mineiro de Futebol – Segunda Divisão, marcando o retorno às competições profissionais após 26 anos de ausência [1]. Nesse ano, o clube conquistou um feito histórico ao se sagrar campeão.
Nos anos seguintes, em 2021 e 2022, o Aymorés disputou o Campeonato Mineiro de Futebol - Módulo II, finalizando ambas as edições na 10ª colocação. Já em 2023, a equipe alcançou um desempenho melhor, encerrando a competição na 6ª posição.

## Atualidade
No ano de 2024, o clube de Ubá-MG garantiu o acesso inédito ao Campeonato Mineiro de Futebol de 2025 - Módulo I em segundo colocado. 
No ano de 2025, o Aymorés fazia uma boa campanha com bons resultados como: uma vitória de 2 a 0 sobre o Atlhetic Club-MG e um  empate com o Atlético Mineiro de 0 a 0, terminando a terceira rodada, em segundo lugar de seu grupo, empatado com o primeiro lugar, o Cruzeiro, é só atrás dele pelo saldo de gols. Mas no resto do campeonato, o Aymorés perdeu 2 jogos e empatou outros 2, chegando a última rodada necessário de uma combinação de resultados para ele cair, é após o Pouso Alegre vencer o Uberlândia por 2 a 1, e o time de Ubá-MG empatar com o América Mineiro por 0 a 0, o Aymorés foi rebaixado para o Campeonato Mineiro de Futebol Módulo II.

## Títulos
| ESTADUAIS | ESTADUAIS                            | ESTADUAIS | ESTADUAIS  | ESTADUAIS |
|           | Competição                           | Títulos   | Temporadas |           |
| --------- | ------------------------------------ | --------- | ---------- | --------- |
|           | Campeonato Mineiro - Segunda Divisão | 1         | 2020       |           |